# 1 Bundesliga 1982 (hockey su pista)
La 1 Bundesliga 1982 è stata la 51ª edizione del torneo di primo livello del campionato tedesco di hockey su pista. Il titolo è stato vinto dal Cronenberg per la seconda volta nella sua storia.

## Squadre partecipanti
- Cronenberg
- Darmstadt
- Germania Herringen
- Mönchengladbach
- Herten
- Ober-Ramstadt
- Recklinghausen
- Remscheid
- TSG Darmstadt
- Walsum

## Classifica finale
|                           | Pos. | Squadra            | Pt | G  | V | N | P | GF | GS | DR |
| ------------------------- | ---- | ------------------ | -- | -- | - | - | - | -- | -- | -- |
| Germania Ovest (bandiera) | 1.   | Cronenberg         | ?  | 18 |   |   |   |    |    |    |
|                           | 2.   | Walsum             | ?  | 18 |   |   |   |    |    |    |
|                           | 3.   | Darmstadt          | ?  | 18 |   |   |   |    |    |    |
|                           | 4.   | Ober-Ramstadt      | '? | 18 |   |   |   |    |    |    |
|                           | 5.   | Herten             | ?  | 18 |   |   |   |    |    |    |
|                           | 6.   | Mönchengladbach    | ?  | 18 |   |   |   |    |    |    |
|                           | 7.   | Remscheid          | ?  | 18 |   |   |   |    |    |    |
|                           | 8.   | Recklinghausen     | ?  | 18 |   |   |   |    |    |    |
|                           | 9.   | TSG Darmstadt      | ?  | 18 |   |   |   |    |    |    |
|                           | 10.  | Germania Herringen | ?  | 18 |   |   |   |    |    |    |

Legenda:
 Campione di Germania Ovest.
      Qualificato in Coppa dei Campioni 1982-1983.
      Qualificato in Coppa delle Coppe 1982-1983.
      Qualificato in Coppa CERS 1982-1983.
Note:
Tre punti a vittoria, due a pareggio, uno a sconfitta.
In caso di parità di punteggio, le posizioni erano decise per differenza reti generale.

## Verdetti
| Verdetto                          | Club                   |
| --------------------------------- | ---------------------- |
| Campione di Germania Ovest 1982   | Cronenberg (2º titolo) |
| Qualificato in Coppa dei Campioni | Cronenberg             |
| Qualificato in Coppa delle Coppe  | Walsum                 |
| Qualificate in Coppa CERS         | Darmstadt              |